# 금일중학교
금일중학교(金日中學校)는 대한민국 전라남도 완도군 금일읍 신구리에 있는 공립 중학교이다.

## 학교 연혁
- 1969년 3월 12일 : 초대 이영욱 교장 취임
- 1969년 3월 12일 : 금일중학교 개교
- 1981년 8월 31일 : 금일중학교 생일분교장 인가
- 2024년 9월 1일 : 제27대 문병종 교장 취임
- 2025년 1월 10일 : 제54회 졸업(본교 15명, 분교 3명) 졸업생 총수 8,284명

## 참고 자료
- 금일중학교 - 한국교육학술정보원 학교알리미